# Sirnasari (Jatinunggal)
Sirnasari is een bestuurslaag in het regentschap Sumedang van de provincie West-Java, Indonesië. Sirnasari telt 4359 inwoners (volkstelling 2010).